# Горбаруков, Александр Петрович
Александр Петрович Горбару́ков  (род. 13 сентября 1949) — российский художник-карикатурист. Путинист.

## Биография
Окончил Московский архитектурный институт. Основные направления деятельности: дизайн, графика, карикатура, реклама.
С 1975 года начал печататься в отечественных периодических изданиях: «Московский комсомолец», «Юность», «Известия», «Крокодил», а также в зарубежных: «Neues Leben», «Freie Welt», «Eulenspiegel» (ГДР), «Mlada fronta» (Чехословакия), «Crane Bag» (Ирландия) и других.
С 1982 по 1987 год работал в газете «Труд», где рисовал ежедневную политическую карикатуру.
Автор нескольких книг, выпущенных издательством «Гознак». Выставлял свои работы в России и за рубежом. Ряд работ находится в частных коллекциях.
Живёт и работает в Москве.